# Вольц, Фридрих
Фридрих Вольц (нем. Friedrich Johann Voltz; 1817—1886) — немецкий художник-анималист и пейзажист.

## Биография
Родился 31 октября 1817 года в Нёрдлингене в семье живописца, гравёра и иллюстратора Иоганна Михаэля Вольца (англ. Johann Michael Voltz) .
В 1834 году начал обучаться в Академии изящных искусств. Первоначально работал в технике офорта и литографии. Писал также пейзажи высокогорных районов Баварии.
С 1841 года он посвятил себя в первую очередь анималистике, писал «на заказ» породистых скаковых лошадей. В 1846 году отправился в творческую поездку в Бельгию и Голландию. С начала 1850-х годов, в своих многочисленных пейзажах с животными, которые обычно создавались в удлиненных, широкоформатных формах, он стал делать акцент на освещении. Вольц рисовал животных почти в статичном положении, достигая живописной драматичности за счёт сильного чередования света и тени. В 1850-годы он перешёл на изображение коров, создав «каталог» пород коров в Европе.
Был профессором в Королевской академии. Получил множество наград. Умер 25 июня 1886 года в Мюнхене. Был похоронен на Старом южном кладбище.
Работы Ф. Вольца находятся в Новой пинакотеке, в Кёльнском музее и в Берлинской картинной галерее, Академии изобразительных искусств в Вене и Метрополитен-музее в Нью-Йорке, а также во многих частных коллекциях. 

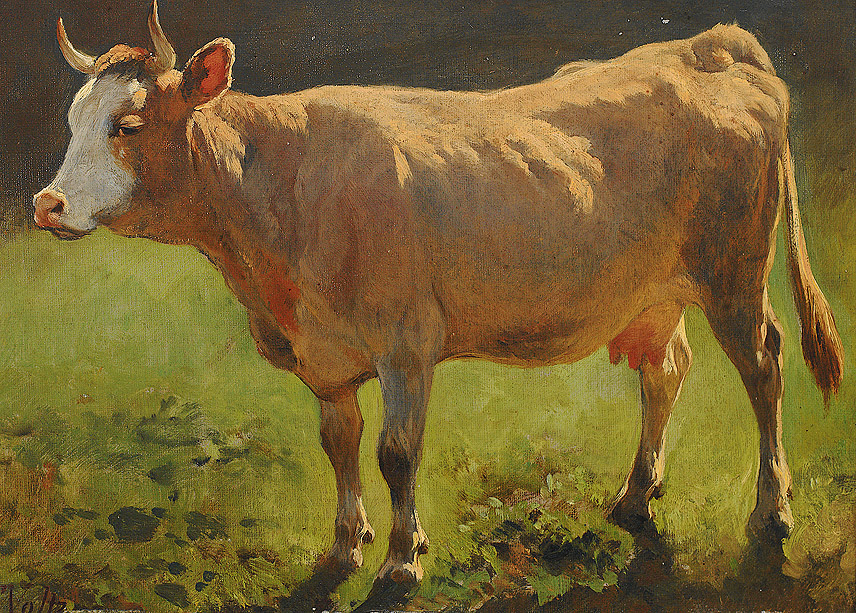